# 맛볼 만한 향기
<맛볼 만한 향기, 혹은 곡예사들>(Un Parfum à sentir, ou Les Baladins, 1836)은 프랑스 소설가 플로베르가 15세 때 쓴 단편 소설로, 작가 사후 《젊은 시절의 글들 Œuvres de jeunesse》이라는 제목으로 묶여 출간되었다. 소설 뒤에는 "도덕(MORALITÉ)"와 "당신이 원하는 것(Ce que vous voudrez)"이라는 작가 후기 두 편이 함께 수록되어 있다. "도덕"에서 플로베르는 이 비극의 희생양 마르그리트가 '맛볼 만한 향기'라는 것을 밝히며, 도덕에 대한 통상적이지 않은 새로운 정의가 필요하다고 제기한다. "당신이 원하는 것"에서는 일반적으로 글쓰기와 창작에 대한 15세 플로베르의 견해 및 찬양을 엿볼 수 있다.   

## 작품 줄거리
“북부의 헤라클레스”라는 극 중 이름을 가진 페드릴로는 아내 마르그리트, 세 명의 아들들 오구스트, 에르네스토, 가로파와 함께 곡예단을 꾸려나간다. 가난 속에서 그들은 돈을 벌기 위해 천막에서 곡예를 선보이거나 거리에서 바이올린 연주를 하며 춤을 춘다. 하지만 그들의 지독한 추위와 가난은 계속된다. 어느 날 결심이 선 페드릴로는 가족과 함께 모든 짐을 꾸려 공연을 올릴만한 또 다른 도시로 이동한다. 이동 중에 그는 또 다른 곡예사 가족, 이장바르와 그의 딸 이자벨라를 만나게 된다. 그 이후 그들은 합숙하며 하나의 더 큰 극단을 꾸리게 된다. 페드릴로는 이자벨라와 사랑에 빠지고 행복한 나날들이 계속된다. 반면 그 둘을 지켜보는 마르그리트는 더욱 불행해진다. 그들 간의 갈등은 고조되다가, 어느 날 단원 모두가 짐수레에 타고 있고 페드릴로와 마르그리트 둘만 그 뒤를 따라 걸어가고 있을 때, 이자벨라를 향한 마르그리트의 히스테릭한 분노는 마침내 폭발하여 페드릴로의 심기를 결정적으로 건드리게 된다. 이자벨라를 향한 그녀의 모욕과 저주를 참을 수 없었던 페드릴로는 우리에 가둬둔 사자를 풀어 그녀를 공격한다. 병원에서 나오는 마르그리트는 거리에서 우연히 이자벨라를 보게 되는데, 아름다운 그녀는 더욱더 괜찮은 남자 옆에서 더 좋은 마차를 타고 있다. 모든 것에 대해 미칠 듯한 배신감을 느낀 마르그리트는 죽기 위해 센강으로 발걸음을 옮긴다. 센강 앞 그녀의 모습을 우연히 목격하는 두 명의 의학도는 그녀로부터 등을 돌리고, 돌아가는 길에 한 학생은 자신의 담배 파이프가 땅에 떨어지는 것을 무심하게 보고는, “오늘 내가 세 번째로 망가트린 것”이라고 말하며 소설은 끝이 난다.

## 주요 등장 인물
마르그리트(Marguerite)
춥고, 슬프고, 항상 불쌍한, 세 아이의 엄마 마르그리트는 이 소설이 그려내는 비극의 희생자이다. 그녀는 다리가 부러졌으며, 남편 페드릴로가 풀어준 사자에게서 입은 물리적인 상처가 있다. 또한 그녀는 남편을 빼앗아간 이자벨라의 미모에 대해 격렬한 혐오와 동시에 질투심을 느낀다. 사회의 따뜻한 시선으로부터 철저히 버려진 “빨간머리의 추한” 마르그리트는 결국 죽기 위해서 센강으로 향한다.      
페드릴로(Pedrillo)
강압적이고 다소 폭력적인 세 아이의 아빠이자 마르그리트의 남편이다. 소설 초반부에서는 아내에게 폭력을 행사하고, 아들들에게 무책임하며, 도박을 하는 사람이었다. 하지만 그의 연인 이자벨라를 만난 이후부터 그는 사랑에 빠진 행복한 몽상가의 이미지로 나타난다.  
이자벨라(Isabella)
이장바르(Isambart)의 20세 딸이자 페드릴로의 연인이다. 유독 하얗고, 아름답고, 싱그러운 그녀는 사실상 극단의 주요 수입원이다. 그녀는 ‘모두의 여인’이다. 페드릴로에게 이자벨라는 단순히 여인이 아닌, “어느 시인의 심장 속에” “사랑이라는 관념”을 불어넣는 그러한 형상에 더욱 가깝다.
이장바르(Isambart)